# Vriesea sintenisii
Vriesea sintenisii är en gräsväxtart som först beskrevs av John Gilbert Baker, och fick sitt nu gällande namn av Lyman Bradford Smith och Colin Stephenson Pittendrigh. Vriesea sintenisii ingår i släktet Vriesea och familjen Bromeliaceae. Inga underarter finns listade i Catalogue of Life.